# Thesium lopollense
Thesium lopollense är en sandelträdsväxtart som beskrevs av William Philip Hiern. Thesium lopollense ingår i släktet spindelörter, och familjen sandelträdsväxter. Inga underarter finns listade i Catalogue of Life.